# International Longevity Alliance
Die International Longevity Alliance (ILA) ist eine europäische international tätige Non-Profit-Organisation, die eine Plattform für die Interaktion zwischen regionalen Organisationen bietet, die Anti-Aging-Technologien unterstützen, in der Regel auf administrativer und popularisierender Ebene.

## Geschichte
Die ILA wurde im Dezember 2012 gegründet und begann im Januar 2013 als eine informelle Plattform für die Kommunikation zwischen Managern und Vertretern von mehreren Organisationen. Im September 2014 wurde die ILA als Stiftung in Paris angemeldet.

## Aktivitäten
Erklärte Ziele der Organisation sind die Interaktion und Zusammenarbeit mit regionalen Organisationen, das Aufklären und Informieren über die Auffassung, dass das Altern als negativer und behandelbarer Prozess betrachtet und bekämpft werden sollte, und die Unterstützung der wissenschaftlichen Forschung auf allen möglichen Wegen und Ebenen in der ganzen Welt (bis hin zur Zusammenarbeit mit der WHO).
Außerdem veranstaltet die Stiftung regelmäßig Online-Konferenzen, Seminare und andere öffentliche Veranstaltungen, um die Aufmerksamkeit der Menschen auf das Problem des Alterns zu lenken.
Seit 2013 treten in über 50 Ländern mit der ILA verbundenen oder zu ihr gehörenden Organisationen auf, die sich der Langlebigkeit verschrieben haben.